# Ignaz Bernhard Mauermann
Ignaz Bernhard Mauermann (Neuzelle, 2 febbraio 1786 – Schirgiswalde, 14 settembre 1841) è stato un vescovo cattolico tedesco.

## Biografia
Ignaz Mauermann frequentò per la prima volta la scuola latina del monastero di Neuzelle. Entrò nel monastero e ricevette il nome religioso Bernhard. Quindi andò a Praga per studiare teologia, dove, come molti candidati al sacerdozio lusaziano, visse nel seminario di Wendish. Nel 1807 fu per un breve periodo direttore scolastico e catechista nel nord della Boemia-Ústí nad Labem. Dopo aver completato gli studi teologici al seminario di Litoměřice, fu ordinato sacerdote nell'agosto del 1808. Rimase per alcuni anni al servizio della diocesi di Litoměřice.
Quando gli fu offerto il posto di direttore della piccola scuola cattolica di Lipsia nel 1814, tornò in Sassonia. L'anno seguente fu nominato direttore scolastico a Dresda e contemporaneamente fu cappellano e confessore della famiglia reale. Tra le altre cose, insegnò ai principi Federico Augusto II e Giovanni, che in seguito divennero re di Sassonia. Il 24 marzo 1819 fu eletto membro del capitolo della cattedrale di Bautzen. Il successivo 14 maggio fu nominato da papa Pio VII vicario apostolico della Sassonia e vescovo titolare di Pella. Ricevette l'ordinazione episcopale l'11 luglio dello stesso anno nella Hofkirche di Dresda dal vescovo Georg Franz Lock. Dopo la morte di Lock, fu eletto il 9 novembre 1831 anche decano del capitolo di Bautzen. Così fu automaticamente amministratore apostolico della Lusazia e quindi unì le due più alte dignità ecclesiastiche cattoliche della Sassonia nella sua persona. Da decano del capitolo della cattedrale di San Pietro, fu anche membro ex officio della Prima Camera del Landtag sassone in base alla nuova Costituzione del Regno di Sassonia entrata in vigore a settembre dello stesso 1831.
Come capo dei due distretti della giurisdizione sassone, cercò con successo di diffondere la pastorale. Fondò - in parte con il sostegno della famiglia reale - comunità e scuole cattoliche a Pirna, Chemnitz e Zwickau. Per i cattolici sparsi in Sassonia introdusse i cosiddetti servizi di missione evangelica. Nel 1837 comprò il maniero Wilthen per la cattedrale di Bautzen. Anche lì si sviluppò presto una nuova comunità cattolica con una propria scuola.
I Mauermanns (lui e il fratello maggiore Franz Laurentz, suo collaboratore e membro dell'Ordine cistercense), che avevano fiducia in se stessi e dimostravano sicurezza per difendere gli interessi dei cattolici sassoni, erano considerati da alcuni protestanti nella patria della Riforma, troppo critici della legislazione, compresa anche la nuova regolamentazione della giurisdizione spirituale per i cattolici delle terre ereditarie sassoni (Sächsischen Erblanden) il cui ambito corrispondeva al suo vicariato di Sassonia.
Con il mandato reale nel 1827 fu istituito in primo grado un concistoro cattolico. Il tribunale già esistente, presieduto dal vicario apostolico, ebbe altri due assessori e divenendo la più alta corte.
Morì nel 1841 a Schirgiswalde. Fu sepolto a Bautzen nel cimitero della chiesa di S. Nicola. La sua eredità fu donata dal vescovo per la costruzione di una chiesa sui Monti Metalliferi di Annaberg. Suo fratello Franz Laurenz Mauermann (vescovo titolare di Rama) gli succedette come vicario apostolico, ma decano della cattedrale di San Pietro di Bautzen divenne Matthäus Kutschank. Tuttavia già dal 1846 il vicariato della Sassonia e la prefettura di Lusazia vennero uniti de facto proprio per avere un unico responsabile per la comunità cattolica del regno sassone (con il seggio anche nel Parlamento come già detto) e tale unione rimase finché i due territori furono sostituiti nel 1921 dalla ricostituita diocesi di Meißen (diocesi di Dresda-Meißen dal 1980).

## Genealogia episcopale
La genealogia episcopale è:
- Cardinale Scipione Rebiba
- Cardinale Giulio Antonio Santori
- Cardinale Girolamo Bernerio, O.P.
- Arcivescovo Galeazzo Sanvitale
- Cardinale Ludovico Ludovisi
- Cardinale Luigi Caetani
- Cardinale Ulderico Carpegna
- Cardinale Paluzzo Paluzzi Altieri degli Albertoni
- Papa Benedetto XIII
- Papa Benedetto XIV
- Papa Clemente XIII
- Arcivescovo Cesare Alberico Lucini
- Arcivescovo Maximilian Friedrich von Königsegg-Rothenfels
- Arcivescovo Wilhelm Florentin von Salm-Salm
- Arcivescovo Václav Leopold Chlumčanský
- Vescovo Georg Franz Lock
- Vescovo Ignaz Bernhard Mauermann